# Aspidistra cyathiflora
Aspidistra cyathiflora là một loài thực vật có hoa trong họ Măng tây. Loài này được Y.Wan & C.C.Huang mô tả khoa học đầu tiên năm 1989.
Năm 2017, một thứ của loài này đã được phát hiện ở miền bắc Việt Nam, công bố trên tạp chí Nordic Journal of Botany số 35, tập 4 ngày 16/8.